# 감시인 (하프라이프)
감시인(Combine Overwatch)은 콤바인 치하의 각 지구에 존재하는 기지인 시타델에 존재하는 정보 처리 본부와, 시민 보호 기동대나 콤바인 솔져를 비롯한 치안 감시 및 유지 병력이라는 두 가지 의미를 갖고 있다.

## 상세
정보 처리 본부로서의 감시인은 시타델에 부속되어 있으며, 주요 임무는 지구 내에서 처리해야 할 각종 안건 사항 정리, 감시 체계 관리 및 기동대와 지구 내 주둔 병력에 대한 원격 명령을 하달하는 사령탑의 역할이 있다. 거리 치안 감시인인 스캐너의 영상 정보를 입수하여 거친 정보를 기동대에게 전달하기도 한다.
거기에 하프라이프 2: 에피소드 2에 의하면 17지구의 감시인 말고도 각 지구 별로 감시인이 존재한다.
두 번째 의미로써의 감시인은 치안 감시, 유지 병력으로써의 콤바인이다. 분류로는 시민 보호 기동대, 스캐너, 콤바인 솔져, 노바 프로스펙트 경비병, 콤바인 엘리트 등이 있다. 이들은 치안 담당 구역에 따라 무장의 정도를 달리하며, 중요한 지점에 주둔할수록 강력한 무기로 무장한다.
이들은 감시인 본부와 교신하며 끊임없이 정보를 주고 받는데, 이에 따라 효율적인 전투체계를 수행하게 된다. 반면, 하프라이프 2: 에피소드 1에서와 같이 감시인 본부가 기능적 혼란을 일으켰을 경우 원거리 교신은 서로 주고 받을 수 없으며 근, 중거리의 상호 구성원만이 서로 교신할 수 있다.